# Куробе (река)
Куробе (яп. 黒部川 куробэ-гава) — река, протекающая в префектуре Тояма в Японии. Длина реки — 85 км, площадь водосборного бассейна — 682 км². На территории её бассейна проживает около 56 тыс. человек.

## Этимология
Существуют три теории, объясняющие происхождение названия реки:
1. Леса вокруг реки были всегда в тени окружающих гор.
2. Название пошло от широко распространённых в той местности вечных деревьев , называемых «Куробе».
3. Название происходит из языка Айну, «куннэбэцу» — «чёрная/тёмная река», или «курубэцу» — «чёртова гора».

## География и гидрология
Исток реки находится на границе между префектурами Тояма и Исикава, под горой Васиба-Даке (высотой 2924 м). Она обтекает лавовое плато Кумо-но-тайра (雲ノ平), объединяется с горным ручьём Якусидзава (薬師沢) и течёт на север по узким ущельям, зажатая с двух сторон хребтами Татеяма и Усиротатеяма. Реку перегораживает плотина Куробе, образующая одноимённое водохранилище. Ниже в Куробе впадают разные горные реки, включая Цуругидзаву (яп. 剱沢) и Богоядзаву (яп. 棒小屋沢), впадающие в неё друг напротив друга, образуя ущелье Дзюдзикё (яп. 十字峡, «крестовое ущелье»). Далее река течёт через ущелье Баба-дани (яп. 祖母谷), где в неё впадает Куронаги (яп. 黒薙川) и другие крупные притоки. В городе Унадзуки она формирует конус выноса и впадая в впадает в бухту Тояма Японского моря в районе Нюдзен города Куробе.
Около 99 % бассейна занимают горы и природная растительность, около 1 % — сельскохозяйственные земли и городская застройка. Уклон реки в верховьях и в среднем течении составляет около 1/5-1/80, в низовьях — около 1/100. Одна из самых быстротекущих рек Японии.
Через реку был перекинут мост Аимото. Впоследствии он был восстановлен в качестве висячего моста.

## Водопользование
На реке расположены 10 электростанций, дающих суммарно 900 000 кВт, среди которых и электростанция Куробе, а также самая высокая плотина в Японии, вырабатывающая 1 миллиард кВт⋅ч за год. Река Куробе является главным производителем электроэнергии в Японии. В 1987 году компания Kansai Electric Power основала музей, рассказывающий историю самой реки и электростанций.